# Комедиотрагедија (Алкеј)
Комедиотрагедија (грч. Κωμῳδοτραγῳδία, комедија аутора Алкелеја, који је био  старогрчки комедиограф и стварао у оквиру старе атичке комедије.